# 도신 (승려)
도신(道信, 580년~651년)는 수나라와 당나라의 승려이며 선종(禪宗)의 제4대 조사이다.
이전 선종 선사들과는 달리 처음으로 500명 무리를 이루어서 집단수행을 하였다. 하나의 교단의 형태를 이룬 것으로, 중국 선종의 실질적 시조라고 볼 수 있다.

## 생애
일곱 살 때 한 사람의 스승을 따라다니며 5년 동안 같이 생활했다. 그 후, 완공산에 나타난 승려 2명에게 10년간 선(禪)을 배웠다. 승려들은 나부산(羅浮山)으로 떠나버렸고, 도신은 길주(吉州)에 있는 사찰에 정식으로 출가하였다.
사실 완공산에서 도신에게 10년 간 선을 가르친 승려는 3대 조사인 승찬이었다.
어느 날, 도적떼가 길주의 읍내를 포위했는데, 도신이 사람들에게 반야(般若)를 염송하도록 했다. 그러자 도적을 물리칠 수 있었다고 한다. 그 후 남악(南嶽)으로 가려고 했지만 도중에 사람들의 만류로 뜻을 이루지 못했다.
그래서 여산(廬山)의 대림사(大林寺)에 들어가 10년 동안 지냈다. 그 후, 기주 황매현(黃梅縣)의 쌍봉사(雙峰寺)로 옮겨가 30년간 제자들을 지도하였다. 651년 72세로 입적했다.

## 게송
꽃씨에 나는 성품 있어
땅을 인연하여 씨앗 꽃이 피나
앞의 인연이 화합하지 않으면
모든 것이 다 나지 않는도다.